# A házasság mint egzakt tudomány
A házasság mint egzakt tudomány (angolul: The Exact Science of Matrimony) O. Henry novellája. A The Gentle Grafter című gyűjteményes kötetében olvasható. Magyarul a Huszadik századi dekameron című antológiában olvasható Kilényi Mária fordításában.

## Történet
|  | Alább a cselekmény részletei következnek! |

Andy Tucker és Jeff Peters egy vállalkozását beszéli a novella, amelyben a két szélhámos egy házasságközvetítő iroda létrehozásával próbál pénzhez jutni. Feladnak egy hirdetést, amelyben egy 32 éves özvegyasszony nevében keresnek férjjelölteket. A hölgy persze csinos és jómódú. Az özvegyasszony szerepére heti huszonöt dollárért Mrs. Trottert fogadják fel, aki Jeff egyik régi ismerősének az özvegye. A hölgy dolga mindössze annyi, hogy az esetlegesen személyesen jelentkező kérőket kikosarazza. Az ötlet beválik, a kérők özönlenek, és Andy és Jeff minden egyes kérő után két dollár jutalékot zsebelnek be.
Miután több mint ötezer dollárt kerestek a balekokon, Andy és Jeff úgy döntenek, hogy okosabb lesz odébbállni. Jeff meglátogatja Mrs. Trottert, hogy kifizesse neki az utolsó heti bérét, azonban ekkor kiderül, hogy Mrs. Trotter tényleg szerelmes lett az egyik kérőjébe, aki azonban addig nem veszi el, amíg a hölgy oda nem adja neki az Andy és Jeff által rábízott kétezer dollárt.
|  | Itt a vége a cselekmény részletezésének! |

## Kiadások
angol nyelven
- Roger B. Goodman. 75 Short Masterpieces: Stories from the World’s Literature. New York: Bantam Books (1961)
- The Exact Science of Matrimony (teljes szöveg, angolul) a Gutenberg Projekt oldalán

magyar nyelven
1. A házasság mint egzakt tudomány, Huszadik századi dekameron, Európa Könyvkiadó, 1968, ford.: Kilényi Mária
2. A házasság mint egzakt tudomány, Szerelmi történetek, Ventus Libro Kiadó, 2008, ford.: Kilényi Mária[2]